# Glovelier

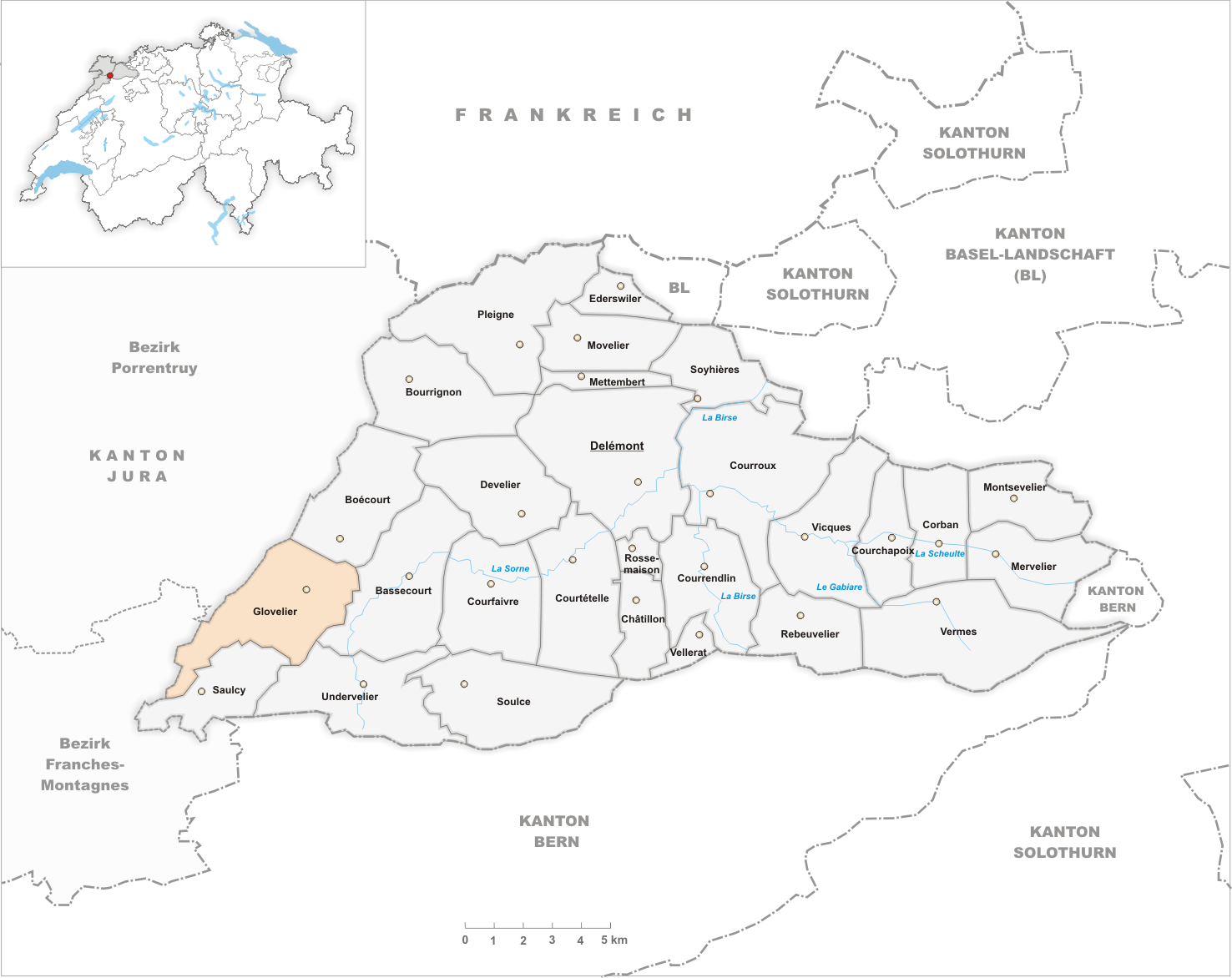
Gemeindestand vor der Fusion am 1. Januar 2013

Glovelier war eine politische Gemeinde im Distrikt Delémont des Kantons Jura in der Schweiz. Der frühere deutsche Name Lietingen wird heute nicht mehr verwendet.  Am 1. Januar 2013 fusionierte sie mit den Gemeinden Bassecourt, Courfaivre, Soulce und Undervelier zur neuen Gemeinde Haute-Sorne.

## Geographie

Luftbild (1955)

Glovelier liegt auf 515 m ü. M., zwölf Kilometer westsüdwestlich des Kantonshauptorts Delémont (Luftlinie). Das ehemalige Strassenzeilendorf erstreckt sich in der Niederung des Baches Tabeillon, im äussersten Westen des Delsberger Beckens, einer breiten Senke im Faltenjura.
Die Fläche des 14,4 km² grossen Gemeindegebiets umfasst einen Abschnitt der landwirtschaftlich intensiv genutzten Ebene des Delsberger Beckens. Im Westen reicht die Gemeindefläche auf den Jurakamm des Mont Russelin (bis 911 m ü. M.), der das Doubstal vom Delsberger Becken trennt, und den Südwestteil nimmt das tief eingeschnittene Tal des Tabeillon ein. Dieser entwässert das Gebiet nach Osten zur Sorne, einem linken Nebenfluss der Birs. Nach Süden erstreckt sich die Gemeinde auf die Kette von Saulcy und hat hier mit 1020 m ü. M. ihren höchsten Punkt. Von der Gemeindefläche entfielen 1997 8 % auf Siedlungen, 49 % auf Wald und Gehölze und 43 % auf Landwirtschaft.
Zu Glovelier gehören der Weiler Sceut, der auf 870 m ü. M. am nördlichen Talhang des Tabeillon liegt und eine eigene Bürgergemeinde bildet, sowie mehrere Einzelhöfe. Nachbargemeinden von Glovelier sind Boécourt, Bassecourt, Undervelier, Saulcy, Saint-Brais und Clos du Doubs.

## Bevölkerung
Mit 1193 Einwohnern (Stand 31. Dezember 2012) gehörte Glovelier zu den mittelgrossen Gemeinden des Kantons Jura. Von den Bewohnern sind 92,1 % französischsprachig, 2,2 % deutschsprachig und 1,8 % italienischsprachig (Stand 2000). Die Bevölkerungszahl von Glovelier belief sich 1850 auf 537 Einwohner, 1900 auf 634 Einwohner. Im Verlauf des 20. Jahrhunderts stieg die Einwohnerzahl langsam aber kontinuierlich an. Verstärkte Zuwachsraten werden seit 1990 (990 Einwohner) beobachtet.

## Wirtschaft
Glovelier entwickelte sich Ende des 19. Jahrhunderts vom Bauerndorf zur Industriegemeinde. Arbeitsplätze gibt es im Bereich der Uhrenindustrie (Fertigung von Uhrengehäusen) sowie bei einer grossen Sägerei. Dank der guten Verkehrsanbindung entstand nördlich des Dorfes eine Gewerbezone.

## Verkehr
Die Gemeinde ist verkehrsmässig gut erschlossen. Sie liegt an der Durchgangsstrasse von Delsberg nach La Chaux-de-Fonds und besitzt einen eigenen Anschluss an das 1998 eröffnete Teilstück der Autobahn A16 von Delsberg nach Pruntrut, das  sowohl an das schweizerische Nationalstrassennetz als auch an das französische Autobahnnetz angebunden ist. Am 15. Oktober 1876 wurde die Eisenbahnstrecke Delémont–Glovelier eröffnet, am 30. März 1877 erfolgte die Eröffnung der westlichen Fortsetzung der Bahnstrecke durch den Mont-Russelin-Tunnel nach Saint-Ursanne und Pruntrut. Von der RSG wurde am 21. Mai 1904 eine Strecke nach Saignelégier eröffnet; nach der Fusion zur Chemins de fer du Jura (CJ) wurde die Strecke 1948 stillgelegt, auf Meterspur umgebaut und am 4. Oktober 1953 wiedereröffnet, seither führt sie über Saignelégier nach La Chaux-de-Fonds. Seit 2004 wird das Dorf in Richtung Pruntrut und Basel SBB durch die Fortsetzung der Linie S3 der S-Bahn Basel bedient.

## Geschichte
Bei Ausgrabungen entdeckte man Töpferwaren aus der späten Bronzezeit, was darauf hinweist, dass das Gemeindegebiet schon um 1000 vor Christus besiedelt war. Im Weiteren gab es Funde von römischen Münzen an einer in der Römerzeit begangenen Strasse.
Erste Erwähnung findet Glovelier 1139 als Lolenviler in einer Urkunde von Papst Innozenz II. Als eines der 13 freien Dörfer der Herrschaft Delsberg kam Glovelier 1271 zum Fürstbistum Basel. Von 1793 bis 1815 gehörte es zu Frankreich und war anfangs Teil des Département du Mont-Terrible, ab 1800 mit dem Département Haut-Rhin verbunden. Durch den Entscheid des Wiener Kongresses kam der Ort 1815 an den Kanton Bern und am 1. Januar 1979 an den neu gegründeten Kanton Jura.

## Sehenswürdigkeiten
Im Dorfkern sind einige Häuser aus dem 17. bis 19. Jahrhundert erhalten. Die ehemalige Schule wurde im klassizistischen Stil des 19. Jahrhunderts erbaut. Im oberen Dorfteil steht die Kirche Saint-Maurice, die 1923–1924 errichtet wurde. Schon im 12. Jahrhundert wird die Pfarrei Glovelier erwähnt, zu der bis 1802 sowie 1874–1935 auch Saulcy gehörte.

Bahnhof
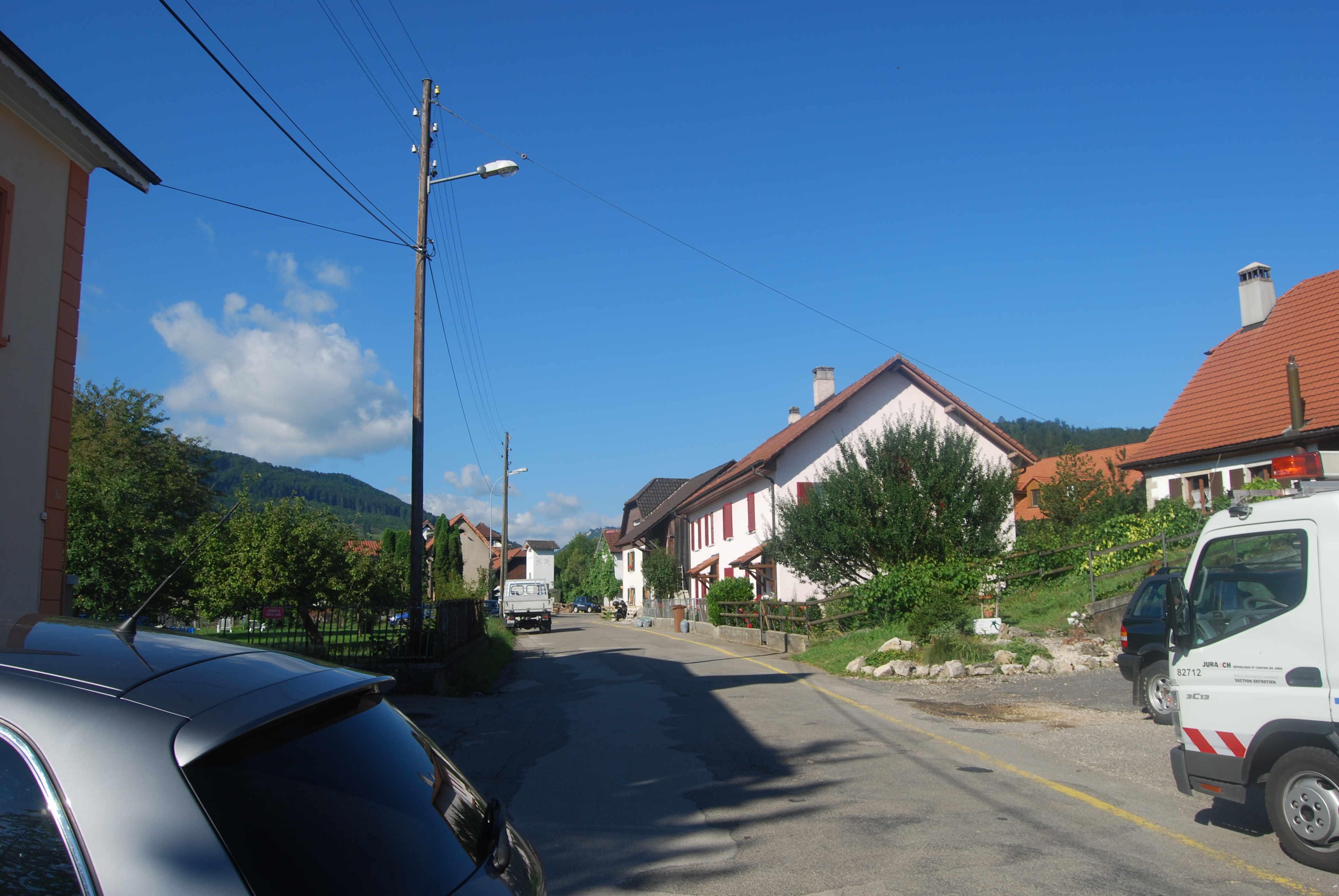
Bahnhofquartier
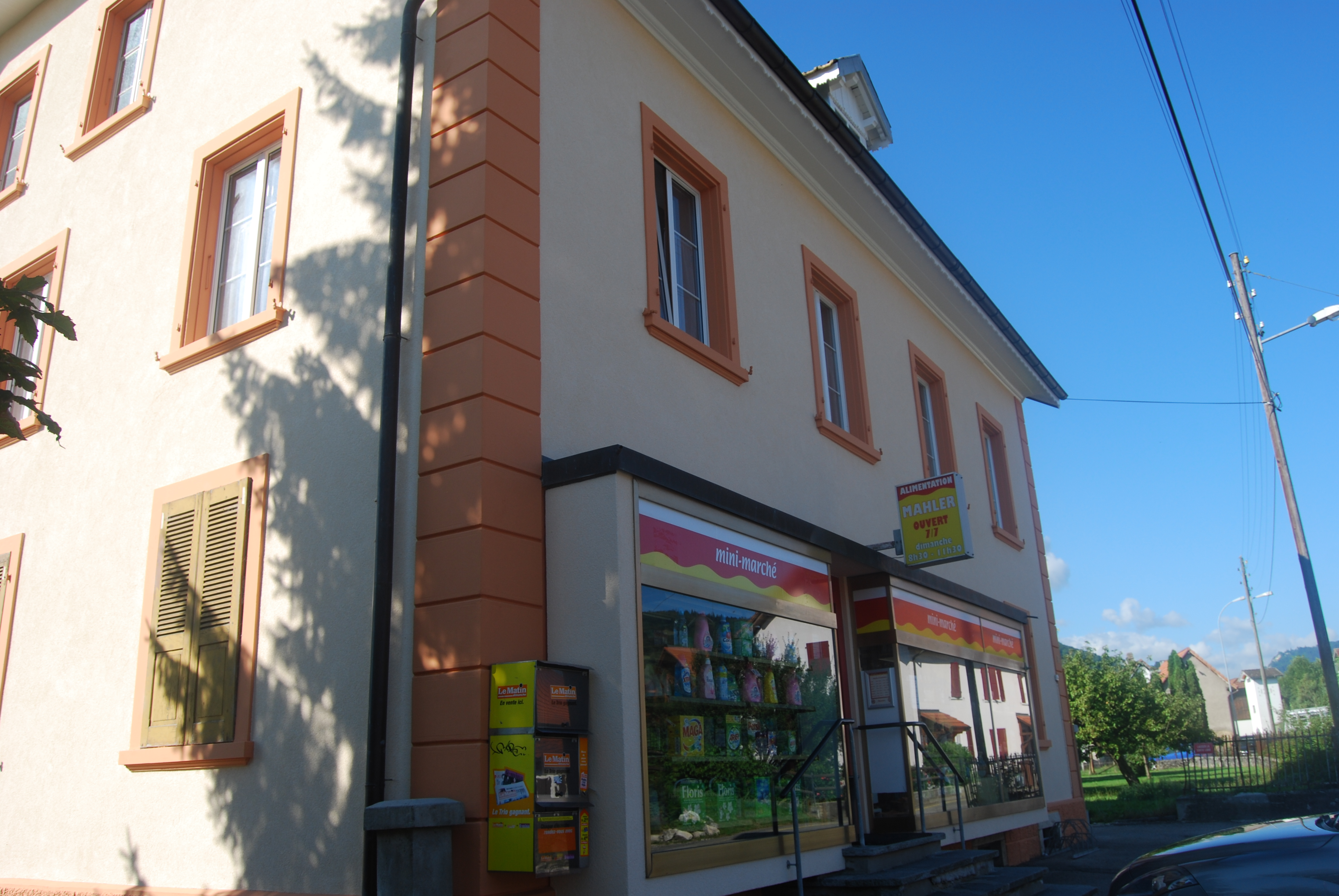
Dorfladen
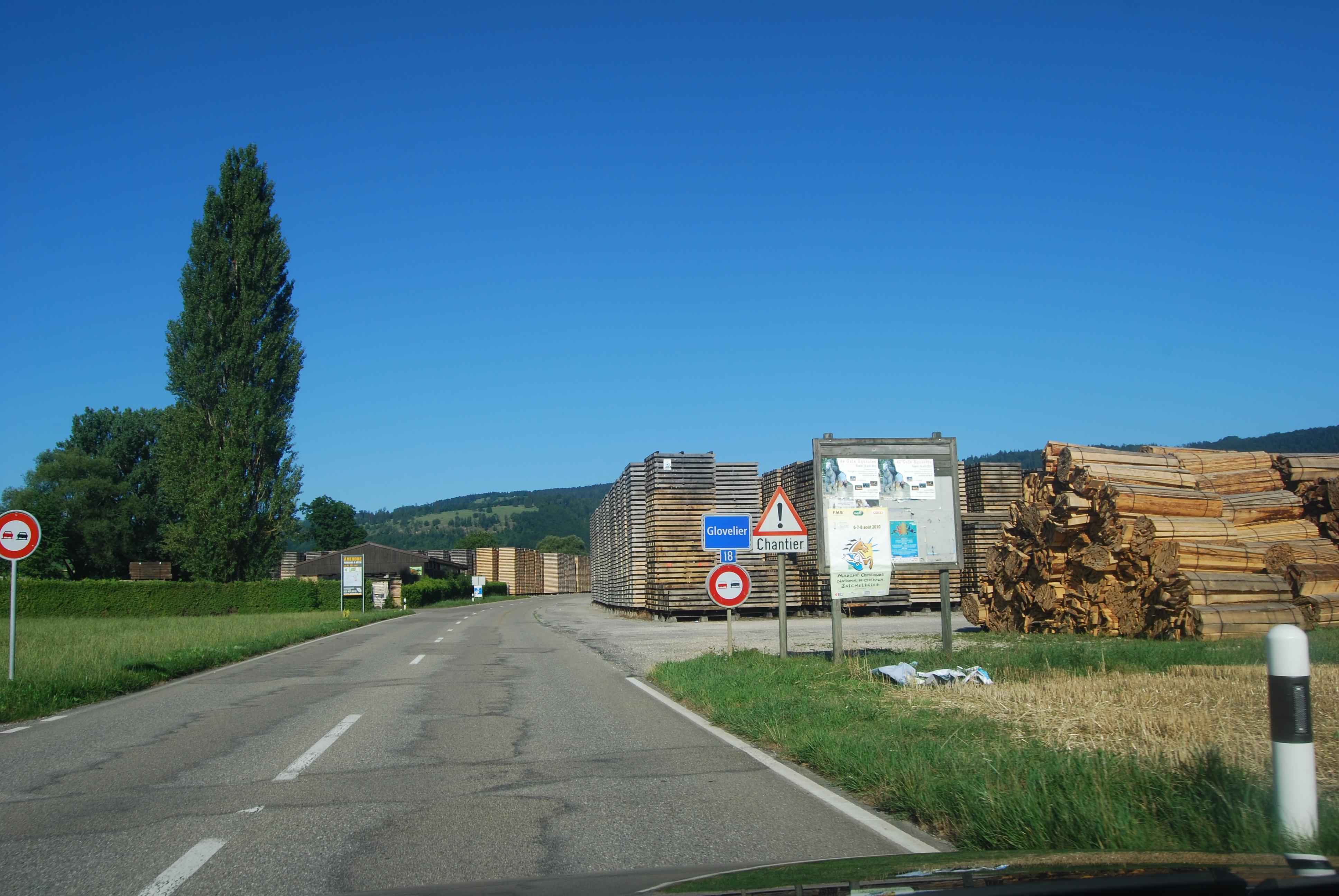
Sägewerk am Dorfeingang
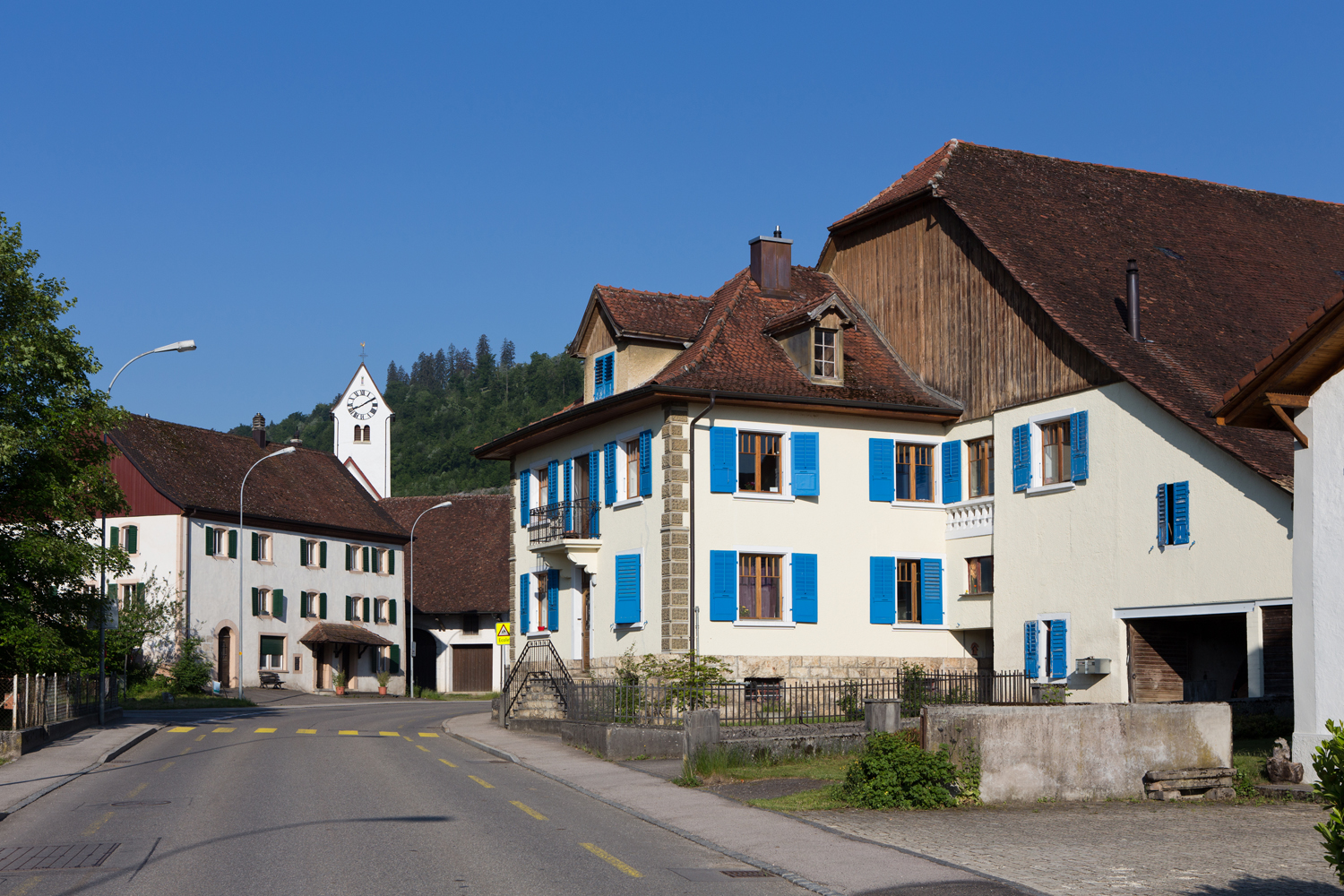
Au Village
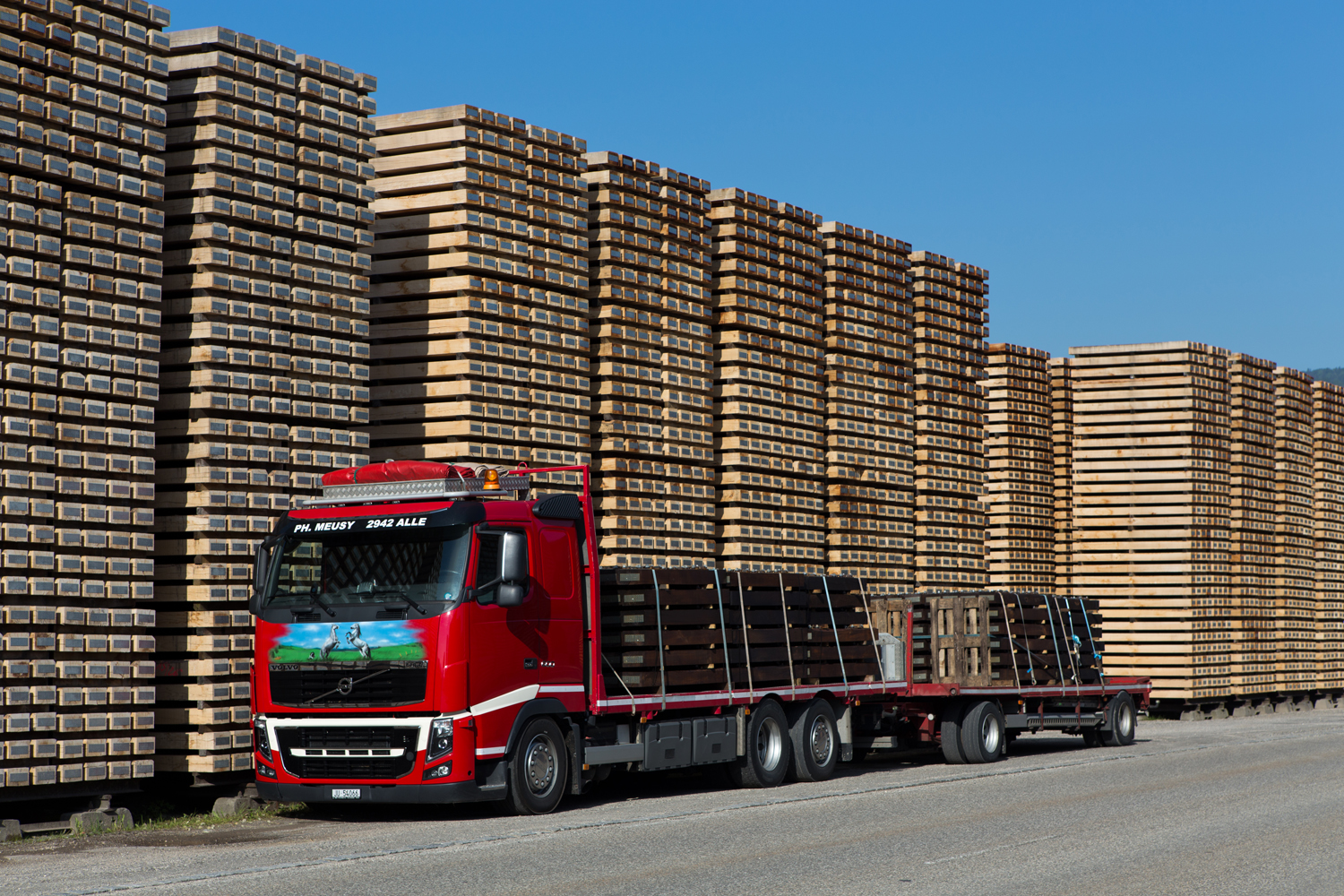
Eisenbahnschwellensägerei Ets Röthlisberger SA
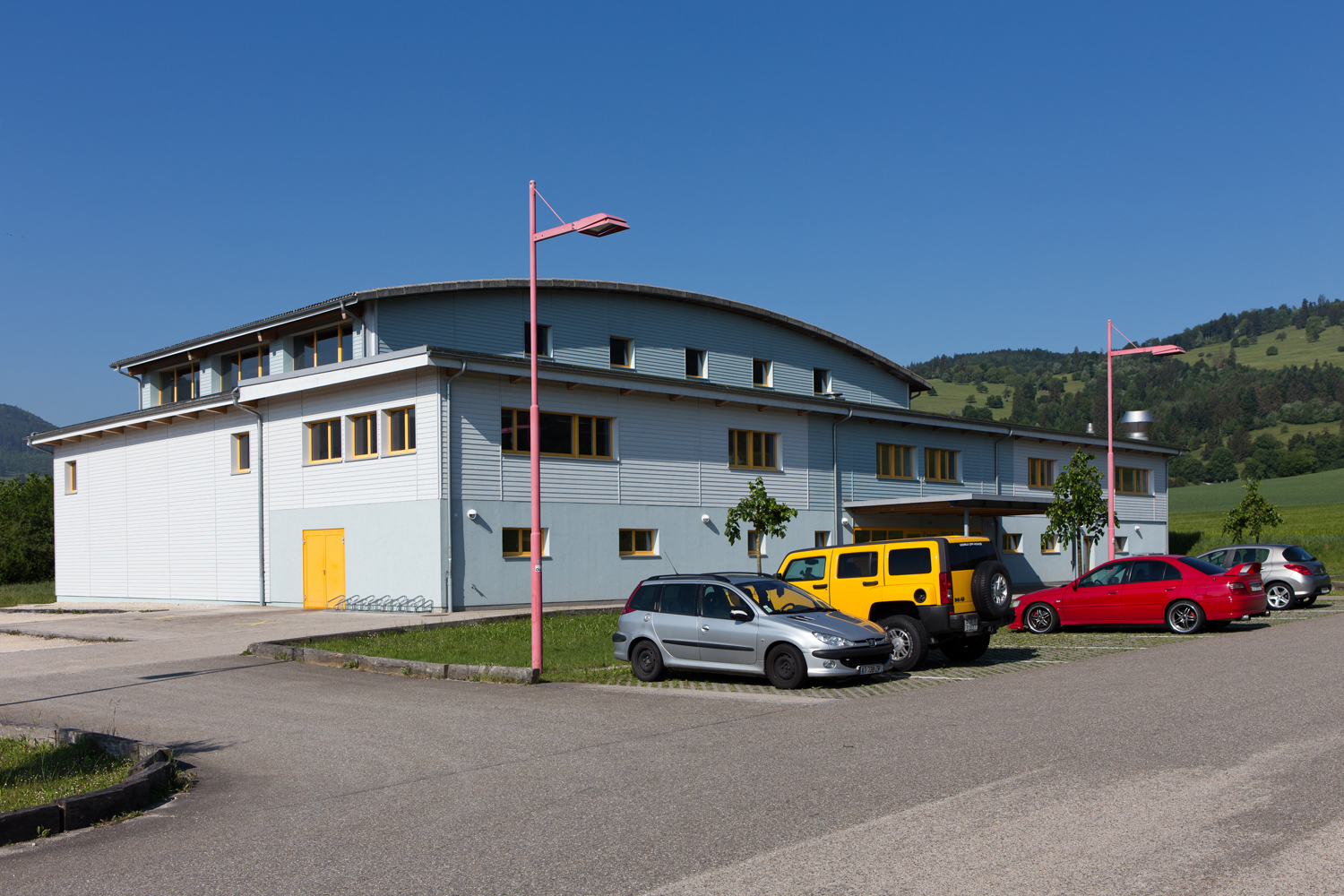
Mehrzweckhalle
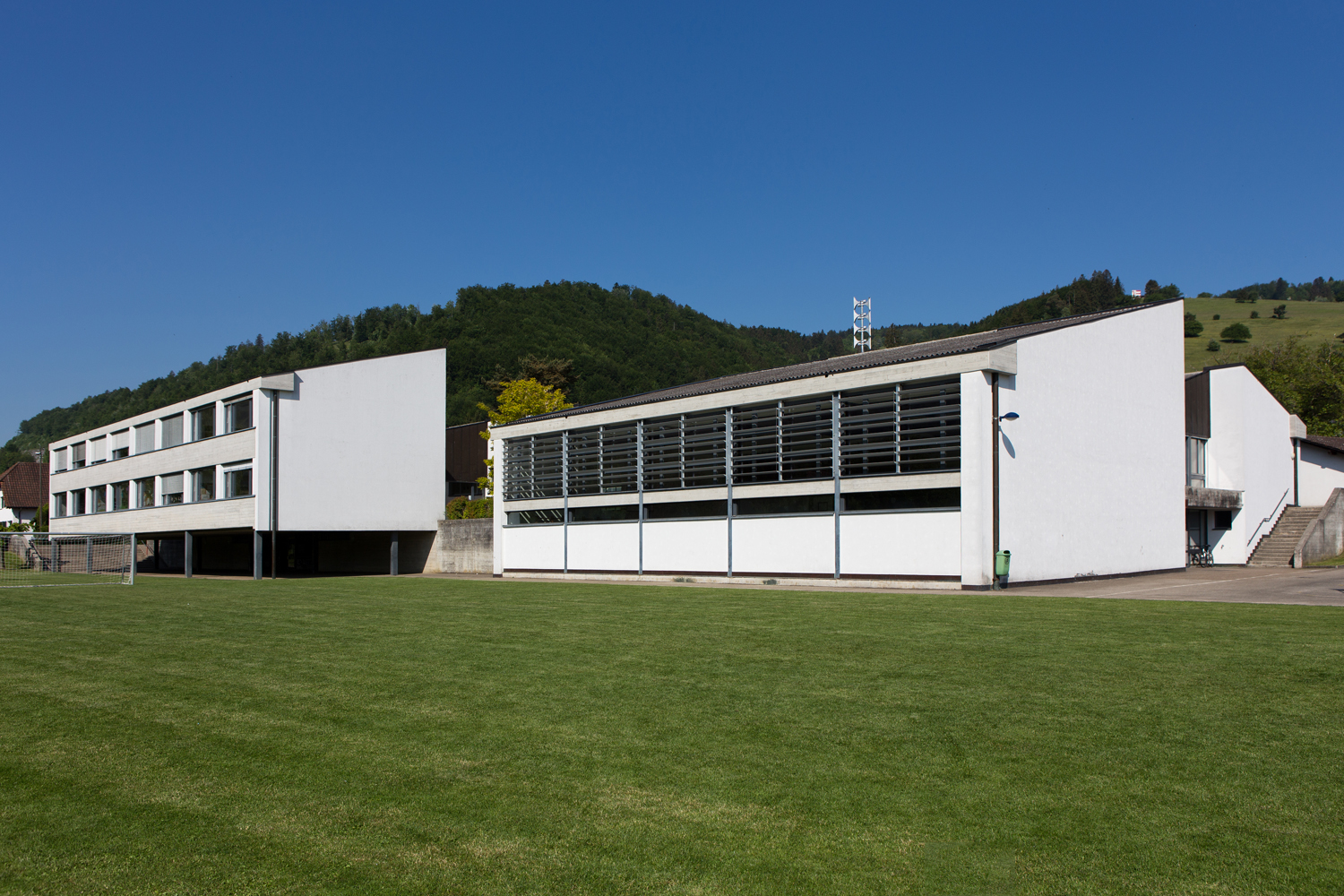
Primarschulhaus und Turnhalle
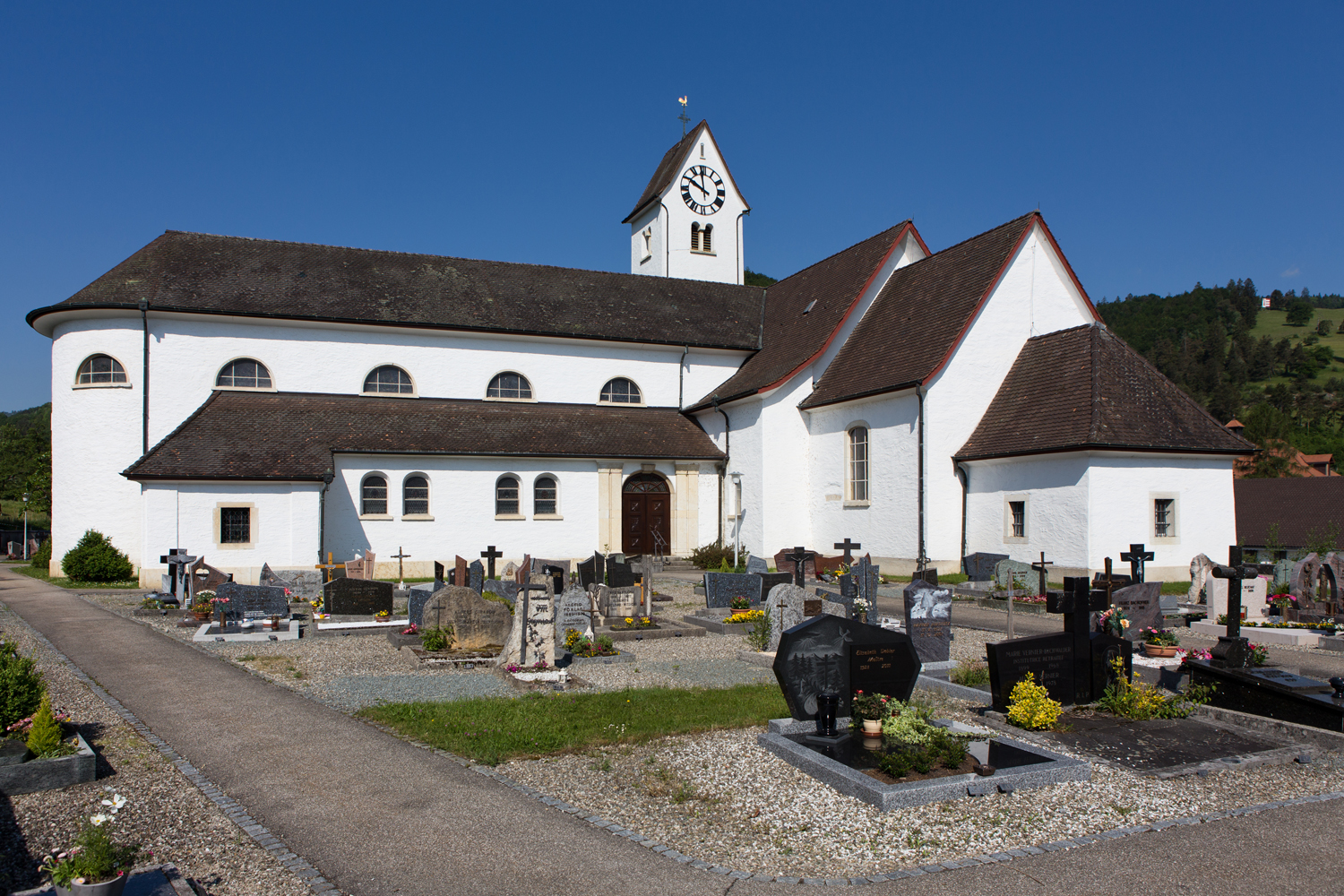
Pfarrkirche St-Maurice
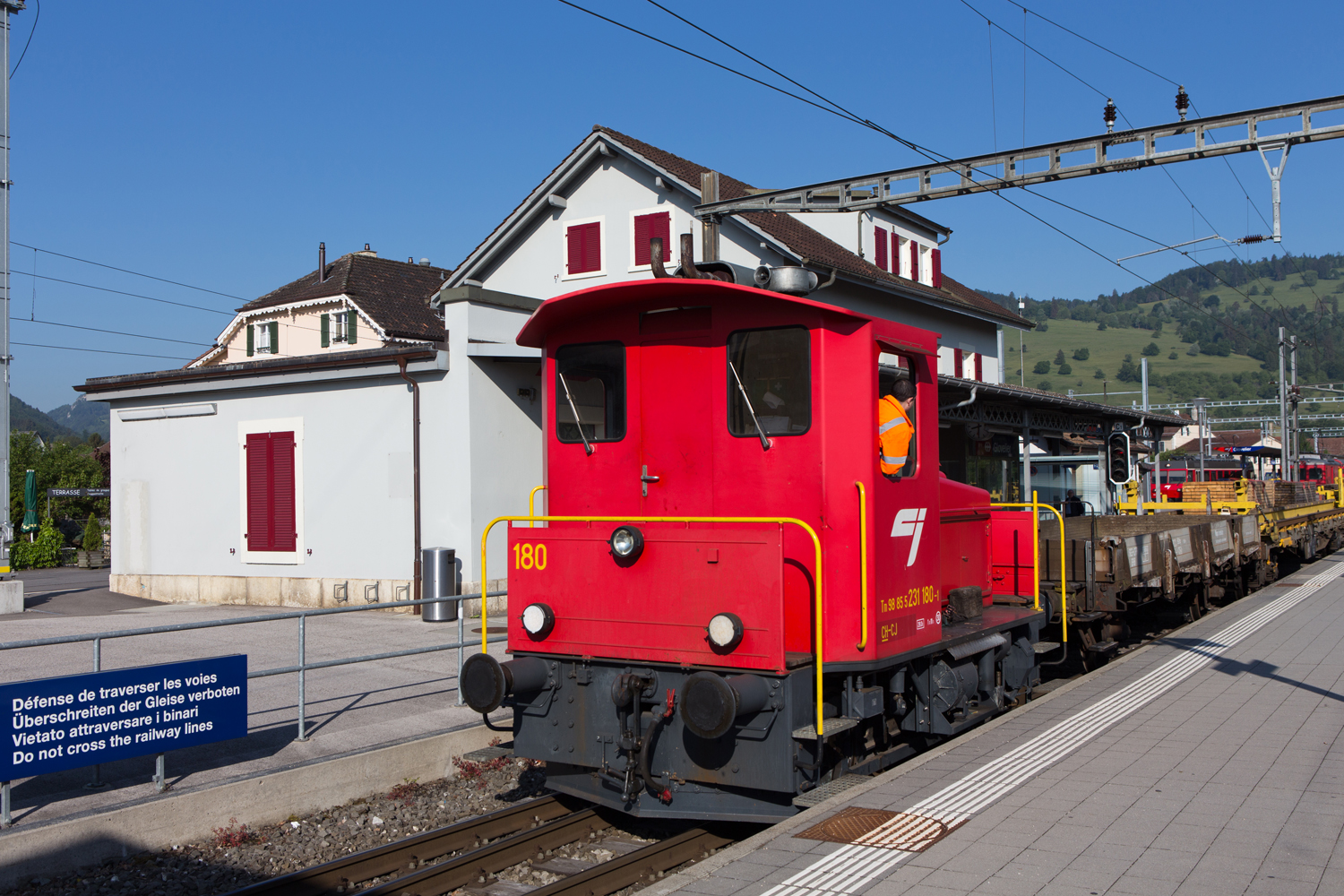
Bahnhof